# Otto-Wagner-Areal

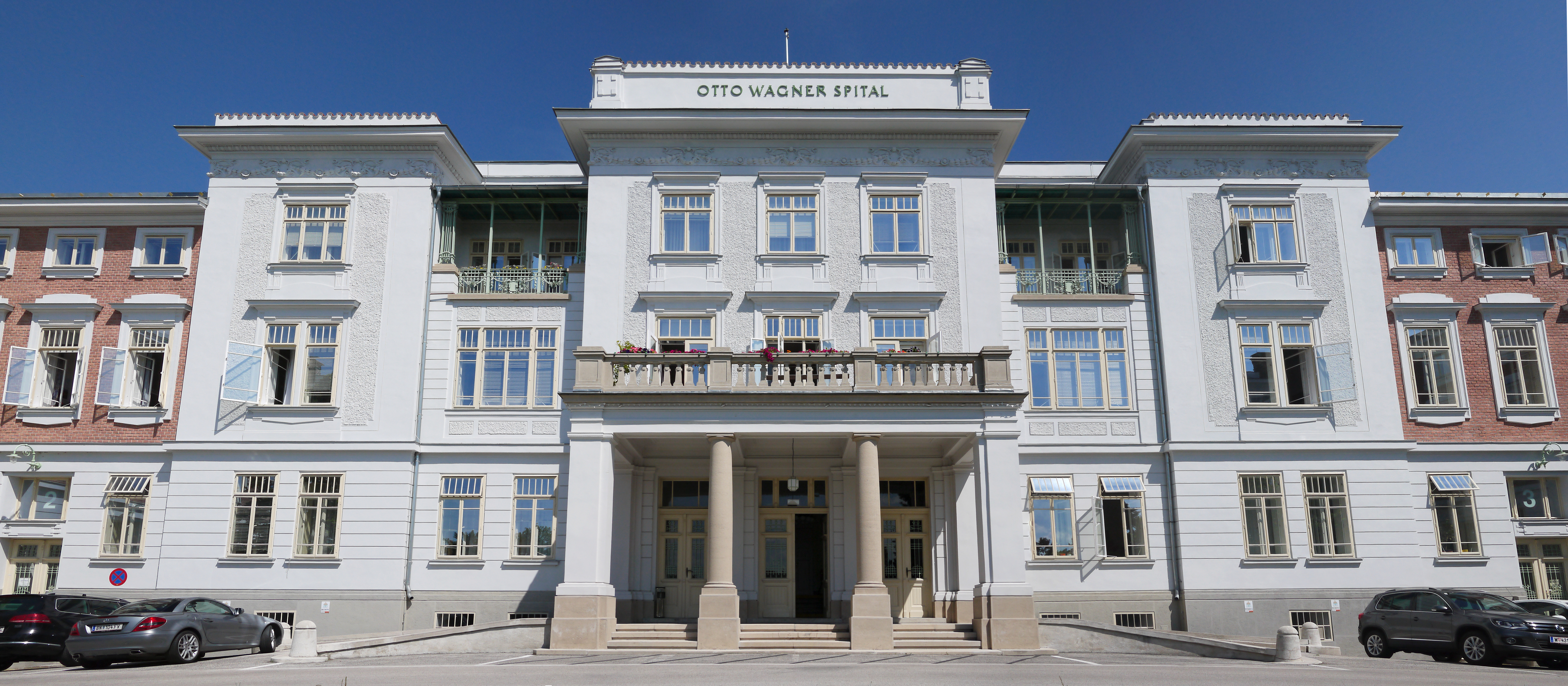
Otto-Wagner-Spital, seit 2020 Klinik Penzing

Das ehemalige Otto-Wagner-Spital (ab 2023, mit Beginn der Absiedlung des Spitalbetriebs Otto-Wagner-Areal), umgangssprachliche Bezeichnung Steinhof nach den Steinhofgründen, auf denen sich das Areal des Krankenhauses befindet, ist ein Gebäudekomplex im 14. Wiener Gemeindebezirk Penzing, auf der Baumgartner Höhe.
Das ehemalige Psychiatrische Krankenhaus, das ehemalige Pulmologische Zentrum und die Kirche oberhalb der Anlage stehen unter Denkmalschutz, das Ensemble ist von der Stadt Wien unter dem Namen Baumgartner Höhe als bauliche Schutzzone definiert.

## Anlage

Flugaufnahme 1932

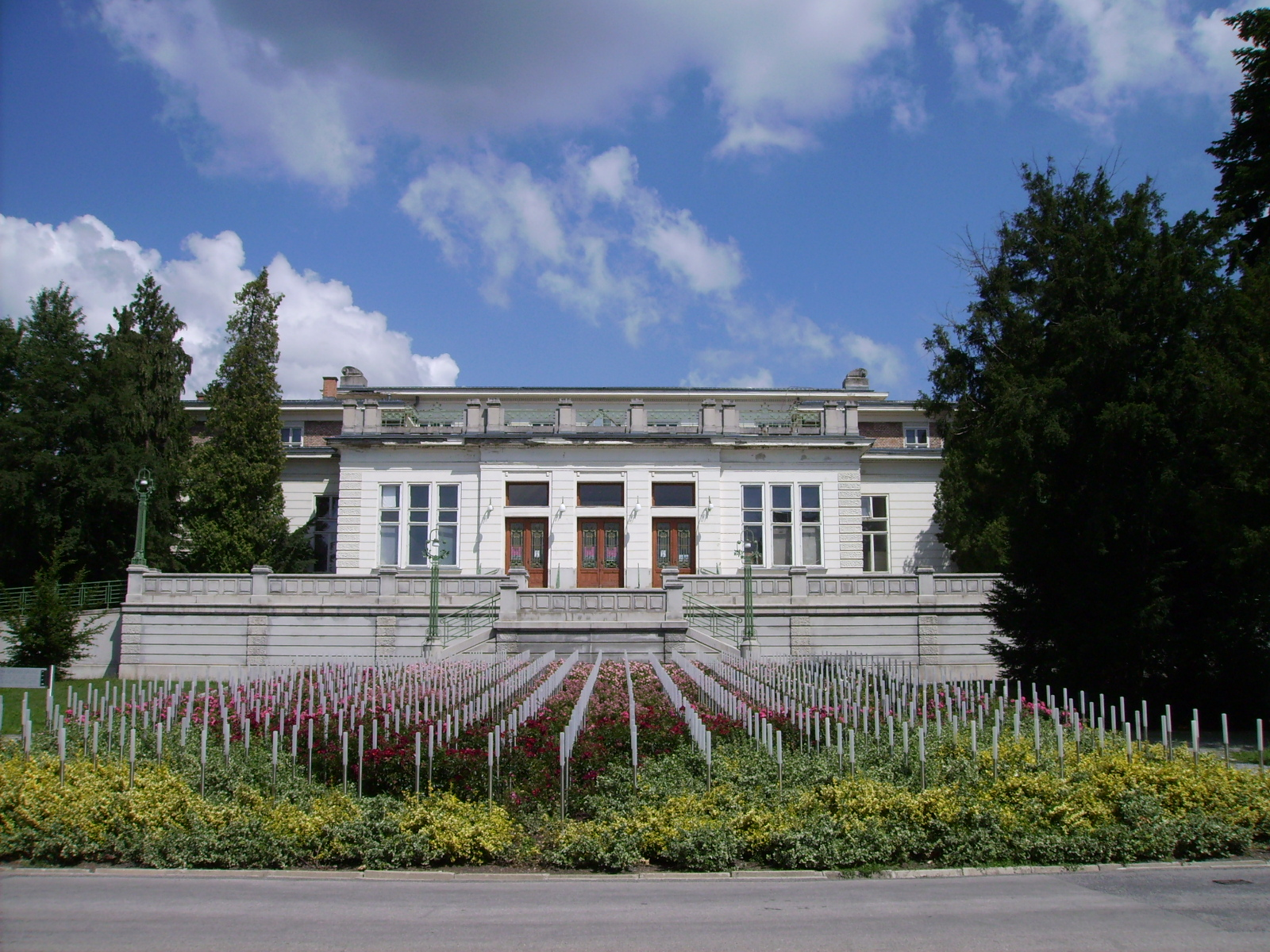
Mahnmal und Jugendstiltheater

Die weitläufige Anlage des früheren Psychiatrischen Krankenhauses von 26 Krankenpavillons und Nebengebäuden, die den östlichen Teil des Geländes einnimmt (Eingang: Baumgartner Höhe 1), ist am Südhang des Gallitzinbergs terrassenförmig zu beiden Seiten einer Mittelachse errichtet. Auf der Mittelachse sind hangaufwärts das Verwaltungsgebäude, das einen Vorplatz in Art eines Ehrenhofs U-förmig umschließt, dahinter das hinter einen breiten Rampe und einer Freitreppe errichtete Gesellschaftshaus und Theater (so genanntes „Jugendstiltheater“), oberhalb davon der breit gelagerte Küchenbau und zuoberst die nach Plänen Otto Wagners erbaute Kirche zum Hl. Leopold, die über zwei Treppenrampen entlang der Mittelachse zu erreichen ist, angeordnet. Östlich und westlich der Mittelachse sind auf jeder Terrasse je drei Pavillons über vorwiegend U-förmigen Grundrissen gruppiert, die in Rohziegelbauweise mit Anklängen an das Neo-Biedermeier sowie Rückgriffen auf den Klassizismus gestaltet sind, wobei glatte Flächen und klare Formen dominieren. Einige der Pavillons weisen an der Südseite über ein bis zwei Geschoße reichende Gitterveranden auf. Die mittig angeordneten Eingänge sind durch originale Vordächer geschützt. Gittertüren und Stiegenhausgitter sind in secessionistischen Formen ausgeführt.
Auf dem Grünareal vor dem Jugendstiltheater erinnern die 772 Licht-Stelen des Mahnmals für die Opfer vom Spiegelgrund an die Kinder und Jugendlichen, die in den Jahren 1940 bis 1945 in der nationalsozialistischen Euthanasie-Anstalt „Am Spiegelgrund“ ermordet wurden. Die Dauerausstellung Der Krieg gegen die Minderwertigen des Dokumentationsarchivs des österreichischen Widerstandes befindet sich im Pavillon V.

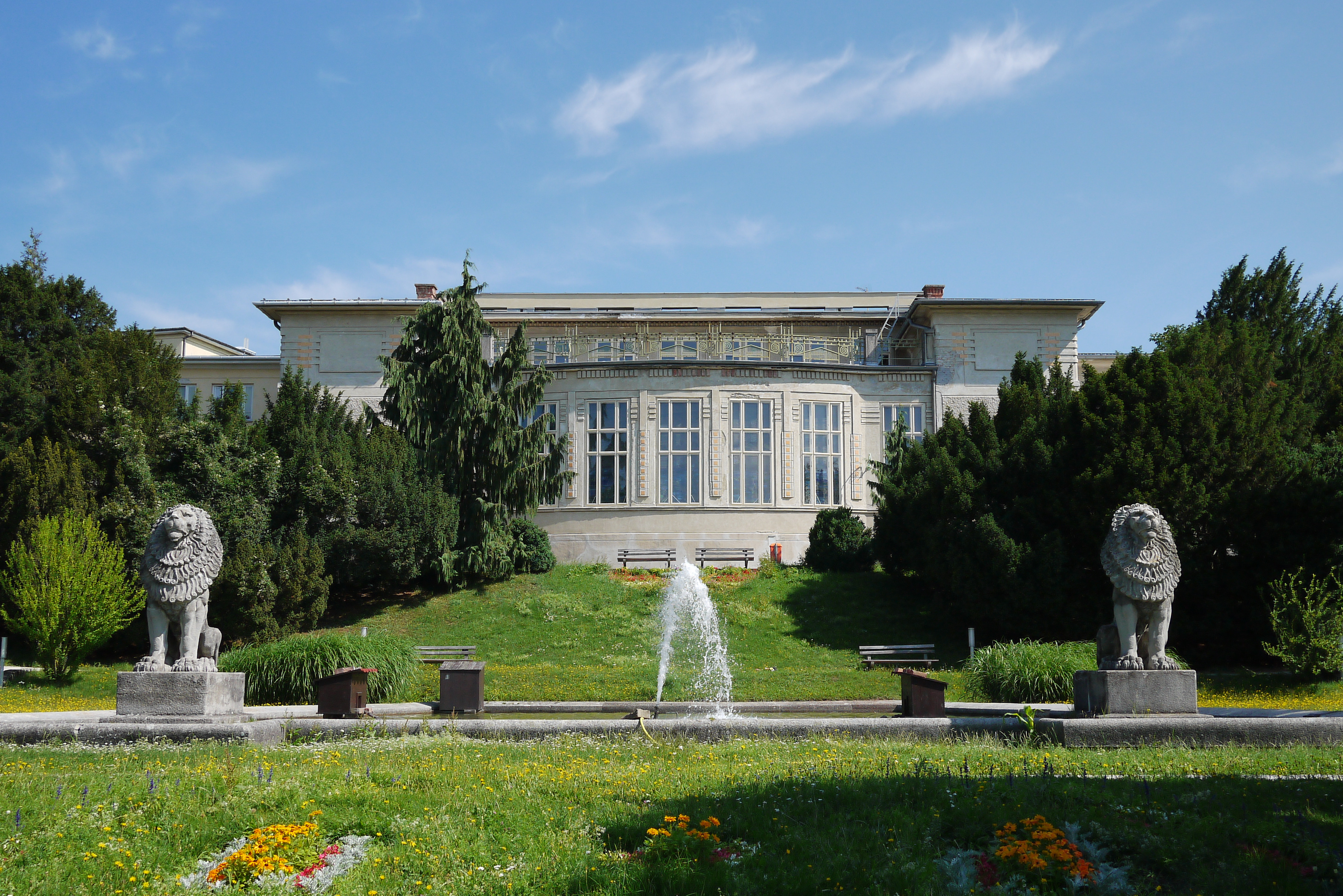
Kurhaus des ehemaligen Pulmologischen Zentrums

Der ursprünglich als Sanatorium für begüterte Kranke konzipierte westliche Teil der Heil- und Pflegeanstalt (später Pulmologisches Zentrum) nimmt den westlichen Teil des Areals ein (Eingang: Sanatoriumstraße 1). Entlang der Mittelachse, auf der auf einer Anhöhe das Kurhaus mit Festsaal und Hallenbad und oberhalb davon das Küchengebäude angeordnet sind, sind auf vier Terrassen zehn Pavillons symmetrisch gruppiert; lediglich das Verwaltungsgebäude ist Richtung Osten aus der Achse gerückt. Die Pavillons sind in Grundriss und Gliederung ähnlich denen des Psychiatrischen Krankenhauses, aber wie die Hauptgebäude mit Putzfassaden und Fliesenapplikationen ausgeführt; an den Südseiten sind Gitterveranden angeordnet.
Eine entlang des Heschwegs verlaufende Mauer umgibt die Steinhofgründe, die sich nördlich des Otto-Wagner-Spitals erstrecken, und wurde wie die ganze Anlage 1904–1907 errichtet.

### Kirche zum Heiligen Leopold

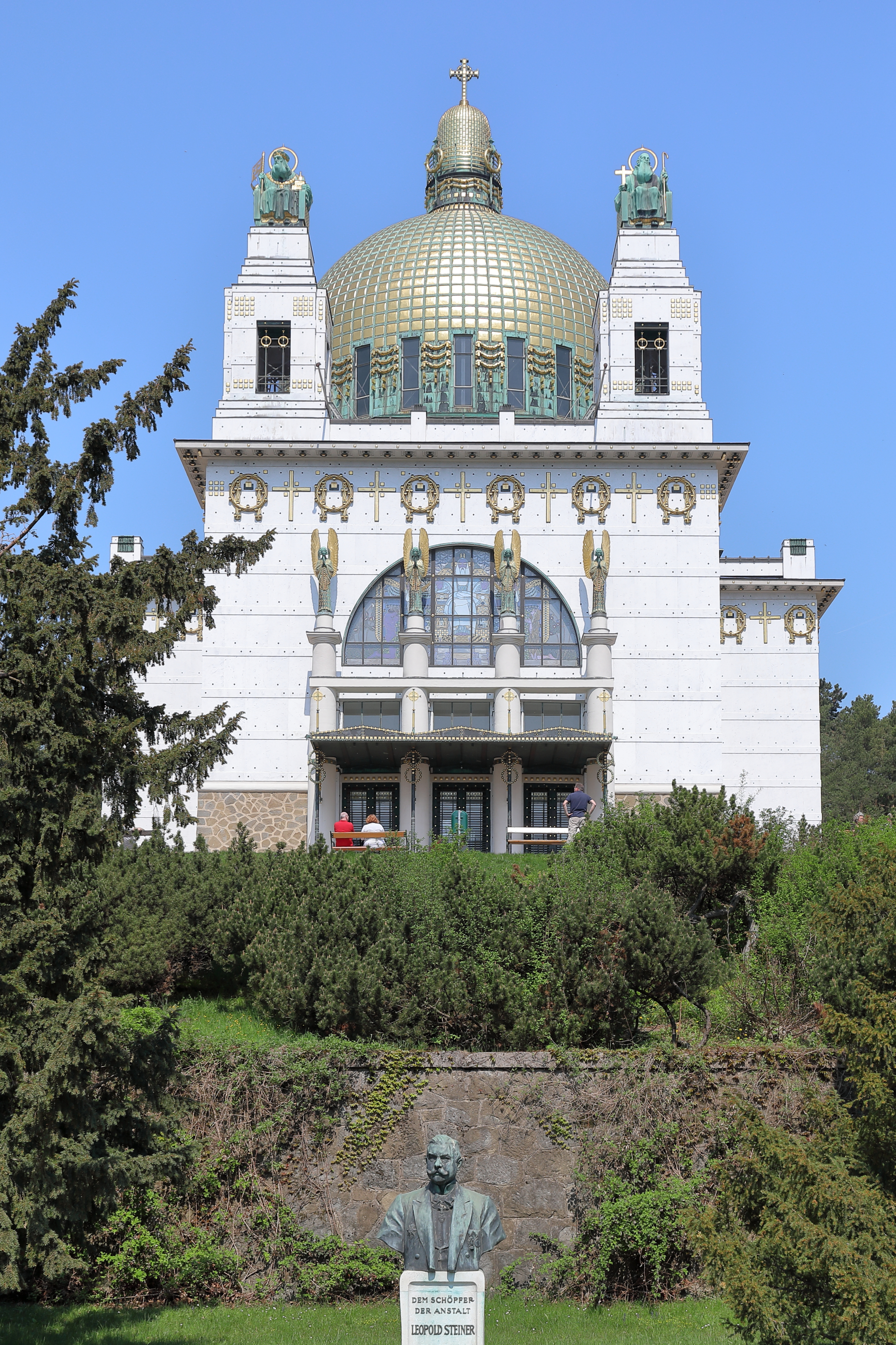
Kirche am Steinhof

Die Kirche zum Hl. Leopold, besser bekannt als Kirche am Steinhof, die in 310 m Seehöhe an den Hängen des Gallitzinberges als Krönung der gesamten Anlage prangt, gilt als die bedeutendste sakrale Bauschöpfung des Jugendstils. Sie wurde in den Jahren 1904–1907 erbaut und gilt als eines der Hauptwerke von Otto Wagner.

### Jugendstiltheater
Den in der Hauptachse hinter dem Verwaltungsgebäude liegenden freistehenden Theaterkomplex errichteten 1904–1907 der niederösterreichische Oberbaurat Franz Berger und der Architekt Carlo von Boog in „barockem Jugendstil“. Das in den Plänen des Architekten Otto Wagner als „Gesellschaftshaus“ bezeichnete Mehrzweckgebäude umfasst neben dem Theater beziehungsweise Festsaal (Fassungsraum 600 Plätze, kleine Guckkastenbühne) eine Galerie mit Logen, einen kleinen Saal und verschiedene Nebenräume. Es nimmt eine zentrale Lage in der Spitalsanstalt ein und gilt als symbolisches Bindeglied zwischen der Kirche als „Symbol für die Macht des Geistes über die Irrationalität der Krankheit“ und dem Direktionsgebäude, das „die bloße rationale Verwaltung des Irrsinns“ verkörpert.
Die Entwicklung des Theaters am Steinhof reflektierte als Spiegel der Gesellschaft die politischen, kulturellen, sozialen und medizinischen Vorkommnisse in Wien und führte fast 50 Jahre ein Schattendasein hinter
den Anstaltsmauern, bis es zu neuem Leben erweckt wurde und den Namen Jugendstiltheater erhielt.
1915–1919 war im Festsaal ein Reservelazarett untergebracht. 1949–1964 spielte hier eine Theatergruppe von Anstaltsbediensteten; am Klavier spielte des Öfteren der Sohn des damaligen Direktors, Norbert Pawlicki. 1980 bis 1990 wurde ein Musiktherapie-Versuchsprogramm erprobt. Von 1990 bis 2009 stand das Haus unter Leitung von Alois Hofinger Freien Theatergruppen aus Wien zur Verfügung, darunter das sirene Operntheater, die Neue Oper Wien, Netzzeit, die Wiener Taschenoper, die Oper Unterwegs und viele andere. Seit 2009 stand das Haus wegen Umstrukturierungs- und Sanierungsmaßnahmen leer und wurde erstmalig 2021 wieder von den Wiener Festwochen und 2022 vom sirene Operntheater bespielt.
Mit der Prachtstiege wirkt das Theater wie ein Landsitz im italienischen Stil. Die Treppen und Rampen sind von gusseisernen Laternen flankiert. Von der Terrasse aus hat man einen weiten Blick auf den Park und auf die Hügel in der Ferne. Heute fällt der Blick auf das vor dem Theater befindliche Mahnmal für die Opfer der Euthanasie in der NS-Zeit.

## Transport
Wie in größeren österreichischen Krankenhausanlagen nicht ungewöhnlich, wurde auch auf diesem Krankenhausgelände eine anstaltsinterne Feldbahn für den Transport von Speisen, Müll und Wäsche von und zu den einzelnen Pavillons betrieben. Eine Besonderheit (z. B. im Vergleich zu einer ähnlichen Bahn in Lainz) war hier, dass die Lokomotiven elektrisch über eine Fahrleitung betrieben wurden. Die Schmalspurbahn wurde nach etwa sechzigjährigem Betrieb im Jahr 1965 stillgelegt.
Je eine restaurierte Originallokomotive befindet sich im Besitz des Technischen Museums Wien sowie des Eisenbahnmuseum Schwechat. Einige Waggons (zwei Speisentransportwagen und ein Wäschetransportwagen) sind zudem im Feld- und Industriebahnmuseum in Freiland, NÖ., ausgestellt.

## Nutzung
Bis 2020 war auf diesem Gelände das Otto-Wagner-Spital (kurzzeitig Klinik Penzing) angesiedelt, das aus mehreren Institutionen bestand, am bekanntesten war die Nervenklinik und die Pulmologische Heilanstalt.
Die Klinik wurde nach und nach abgesiedelt und die noch verbliebenen Teile zuletzt organisatorisch in die Klinik Ottakring (Wilhelminenspital) eingegliedert.
Im März 2025 präsentierten Bürgermeister Michael Ludwig und Rektor Andreas Mailath-Pokorny Pläne für die Übersiedlung der Musik und Kunst Privatuniversität der Stadt Wien (MUK), die bis zum Jahr 2031 abgeschlossen sein soll.